# 明尼阿波利斯市政厅
明尼阿波利斯市政厅与亨内平县法院（英語：Minneapolis City Hall and Hennepin County Courthouse）由Long and Kees设计于1888年，是明尼苏达州明尼阿波利斯市政府和亨内平县的主要建筑（分别占60%和40%）。该建筑与辛辛那提市政厅和多伦多旧市政厅有惊人的相似之处。1974年列入国家史迹名录。
该建筑高104米，子1895年至1929年为该市最高建筑。

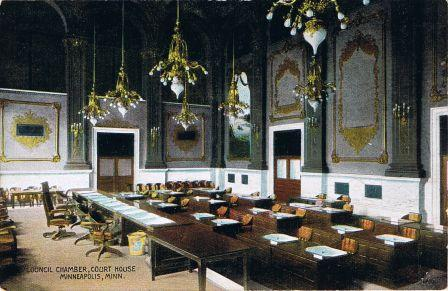
City council chambers around 1900

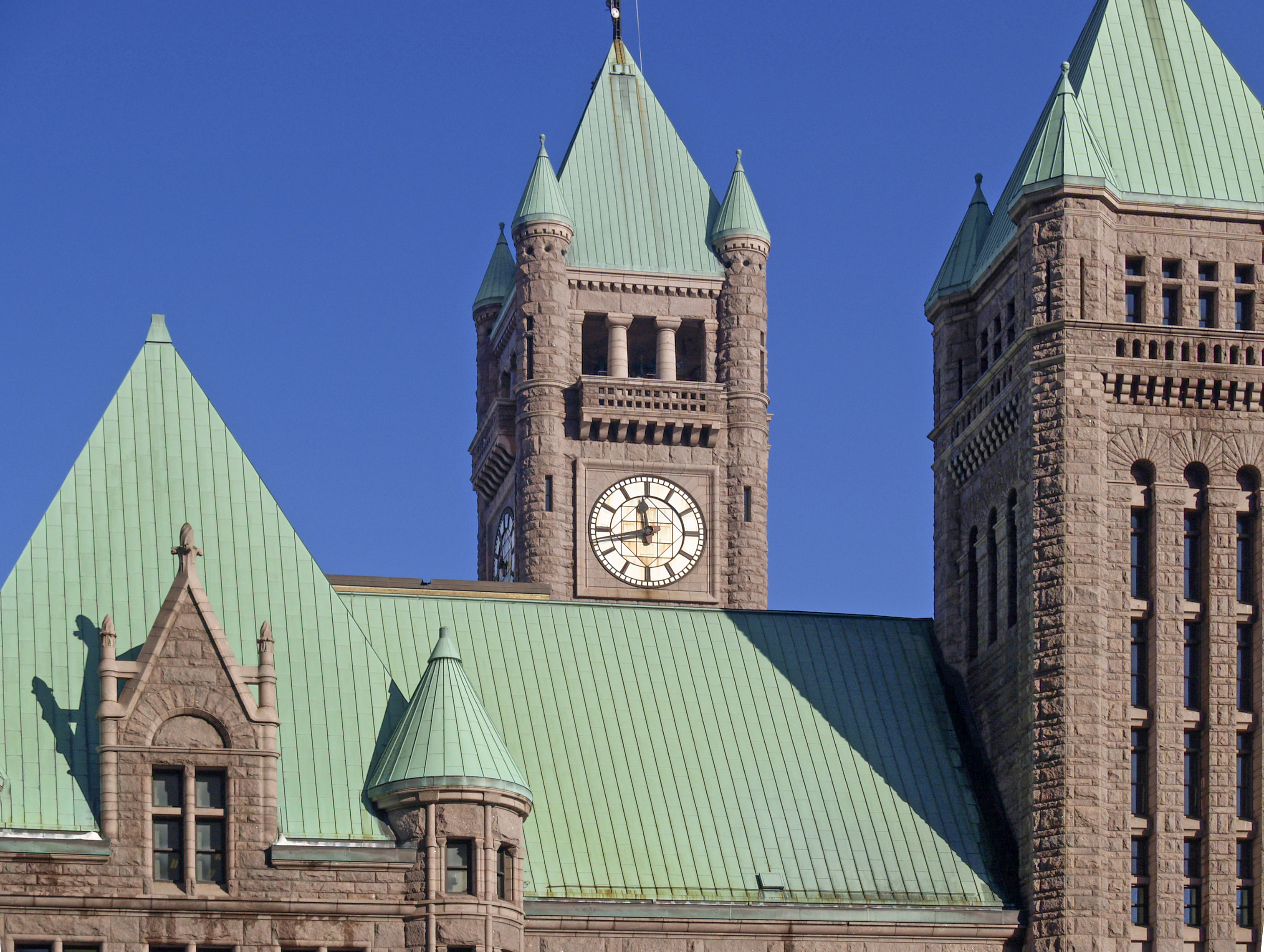
市政厅目前的铜屋顶